# آرش پسر کیقباد
آرش در شاهنامه نام چهارمین پسر کیقباد است. در شاهنامهٔ فردوسی از چهار پسر کیقباد یاد می‌شود که این چهار برادر طبق شمارش شاهنامه به ترتیب عبارت‌اند از یکم کی‌کاووس، دوم کی‌آرش سوم کی‌پشین و چهارم آرش.
نباید آرش با کی‌آرش یکی گرفته شود، زیرا طبق شاهنامه یکی فرزند دوم و دیگری فرزند چهارم کیقباد هستند. این اولین یادکرد آرش در شاهنامهٔ فردوسی است:
| پسر بد مر او را خردمند چار |  | که بودند زو در جهان یادگار |
| نخستین چو کاووس باآفرین    |  | کی‌آرش دوم و دگر کی‌پشین     |
| چهارم کجا آرش‌ش بود نام     |  | سپردند گیتی به آرام و کام  |